# Бронепалубни крайцери тип „Базиликата“
Базиликата (на италиански: Basilicata) са серия бронепалубни крайцери на Кралските военноморски сили на Италия от Първата световна война. Името на проекта следва традицията на типа „Региони“, а концепцията му продължава идеята на крайцера „Калабрия“ – малки крайцери за колониална служба. Всичко от проекта са построени 2 единици: „Базиликата“ (на италиански: Basilicata) и „Кампания“ (на италиански: Campania). Към момента на влизането си в строй корабите вече са морално остарели сравнено с навлизащия в този период клас на леките крайцери. Корабите имат безславна кариера – „Базиликата“ е разрушен и потъва две години след влизането си в строй, от експлозия на парните котли, изваден е от водата и предаден за скрап 1919 г., а „Кампания“ е предаден за скрап през 1937 г. след служба като учебен кораб.